# Mizérieux
Mizérieux ist eine französische Gemeinde im Département Loire in der Region Auvergne-Rhône-Alpes. Sie gehört zum Kanton Feurs und zum Arrondissement Montbrison. Sie grenzt im Norden an Nervieux, im Osten an Épercieux-Saint-Paul, im Süden an Cleppé und im Westen an Sainte-Foy-Saint-Sulpice.

## Weblinks

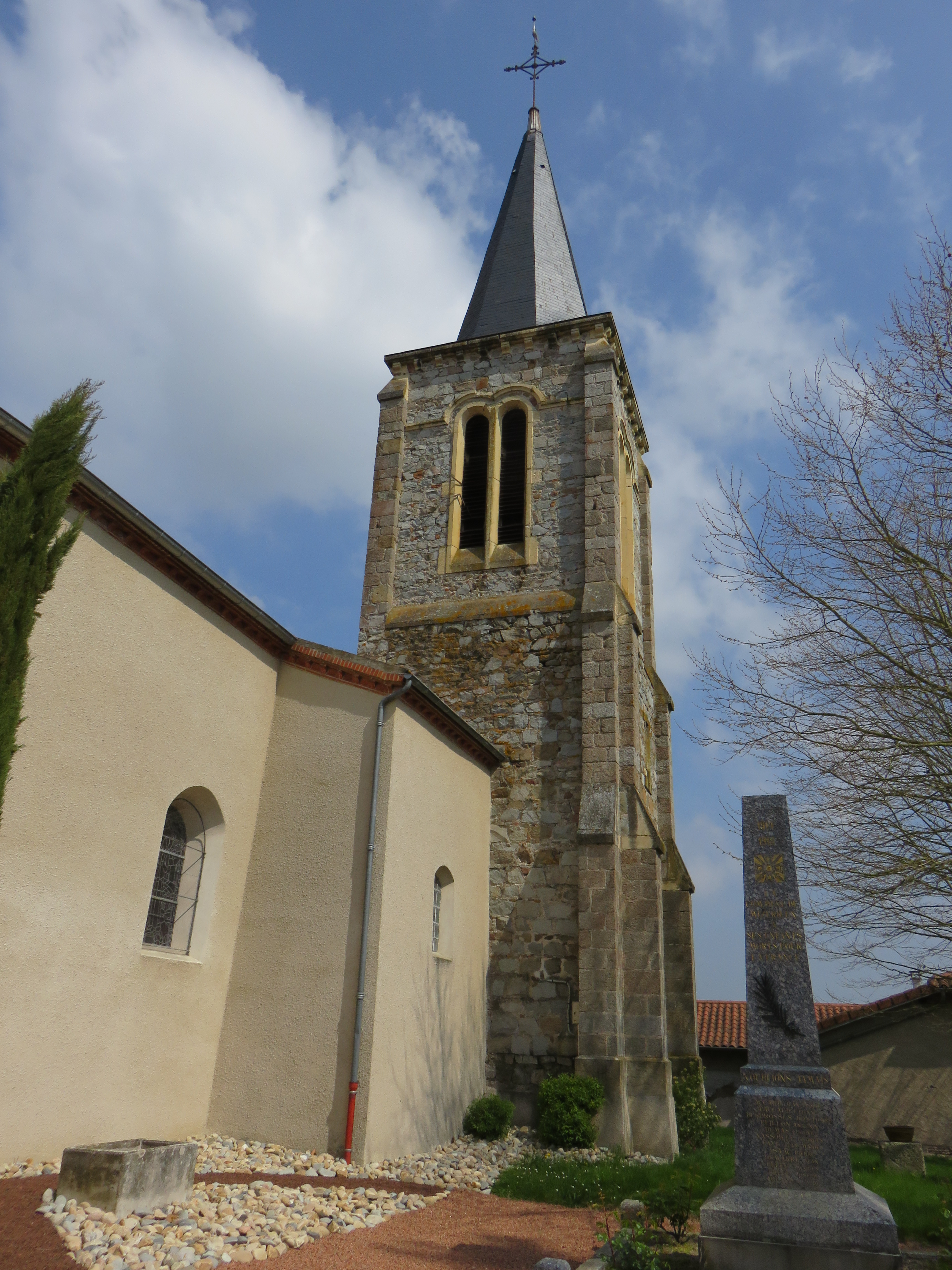
Kirche Saint-Fortunat

## Bevölkerungsentwicklung
| Jahr                       | 1962 | 1968 | 1975 | 1982 | 1990 | 1999 | 2008 | 2017 |
| -------------------------- | ---- | ---- | ---- | ---- | ---- | ---- | ---- | ---- |
| Einwohner                  | 234  | 226  | 226  | 219  | 245  | 237  | 322  | 453  |
| Quellen: Cassini und INSEE |      |      |      |      |      |      |      |      |

## Sehenswürdigkeiten
- Kirche Saint-Fortunat